# دوار (عرض)
الدوار (بالإنجليزية: Vertigo)‏ هو حالة يكون فيها لدى الشخص إحساس بالحركة أو أن الأجسام المحيطة به تتحرك عندما لا تكون كذلك. غالبًا ما يبدو وكأنها حركة دوارة أو تمايلية. قد يترافق ذلك مع الغثيان، القيء، التعرق، أو صعوبة المشي. عادة ما يكون الأمر أسوأ عندما يتم تحريك الرأس. الدوار هو النوع الأكثر شيوعًا من الدوخة.
الاضطرابات الأكثر شيوعا التي تؤدي إلى الدوار هي دوار الوضعة الانتيابي الحميد، مرض مينيير، والتهاب الأذن الداخلية. تشمل الأسباب الأقل شيوعا السكتة الدماغية، أورام الدماغ، اصابات الدماغ، التصلب المتعدد، الصداع النصفي، الصدمات، والضغوط غير المتكافئة بين الأذنين الوسطى. قد يحدث الدوار الفسيولوجي بعد التعرض للحركة لفترة طويلة مثل عندما تكون على متن سفينة أو ببساطة بعد الدوران مع إغلاق العينين. قد تشمل الأسباب الأخرى التعرض للسمية مثل أول أكسيد الكربون، الكحول، أو الأسبرين. يشير الدوار عادة إلى وجود مشكلة في جزء من الجهاز الدهليزي. تشمل الأسباب الأخرى للدوخة ما قبل الإغماء ، عدم التوازن، والدوخة غير المحددة.
دوار الوضعة الانتيابي الحميد يكون أكثر احتمالًا لدى الشخص الذي يصاب بنوبات متكررة من الدوار مع الحركة ويكون طبيعيا بين هذه النوبات. يجب أن تستمر نوبات الدوار أقل من دقيقة واحدة. ينتج اختبار ديكس-هول بايك عادة فترة من حركات العين السريعة المعروفة باسم الرأرأة في هذه الحالة. في مرض مينيير غالبا ما يكون هناك رنين في الأذنين، فقدان السمع، ونوبات الدوار تستمر لأكثر من عشرين دقيقة. في التهاب الأذن الوسطى تكون بداية الدوار مفاجئة وتحدث الرأرأة دون حركة. في هذه الحالة يمكن أن يستمر الدوار لعدة أيام. ينبغي أيضا النظر في أسباب أكثر حدة. هذا صحيح بشكل خاص في حالة حدوث مشاكل أخرى مثل الضعف، الصداع، الرؤية المزدوجة أو التنميل.
تؤثر الدوخة على ما يقرب من 20-40٪ من الناس في مرحلة ما من الزمن، في حين أن حوالي 7.5-10٪ يعانون من الدوار. حوالي 5٪ لديهم الدوار في سنة معينة. يصبح أكثر شيوعا مع تقدم العمر ويؤثر على النساء مرتين إلى ثلاث مرات أكثر من الرجال. يمثل الدوار حوالي 2-3٪ من زيارات قسم الطوارئ في العالم المتقدم.

## العلامات والأعراض

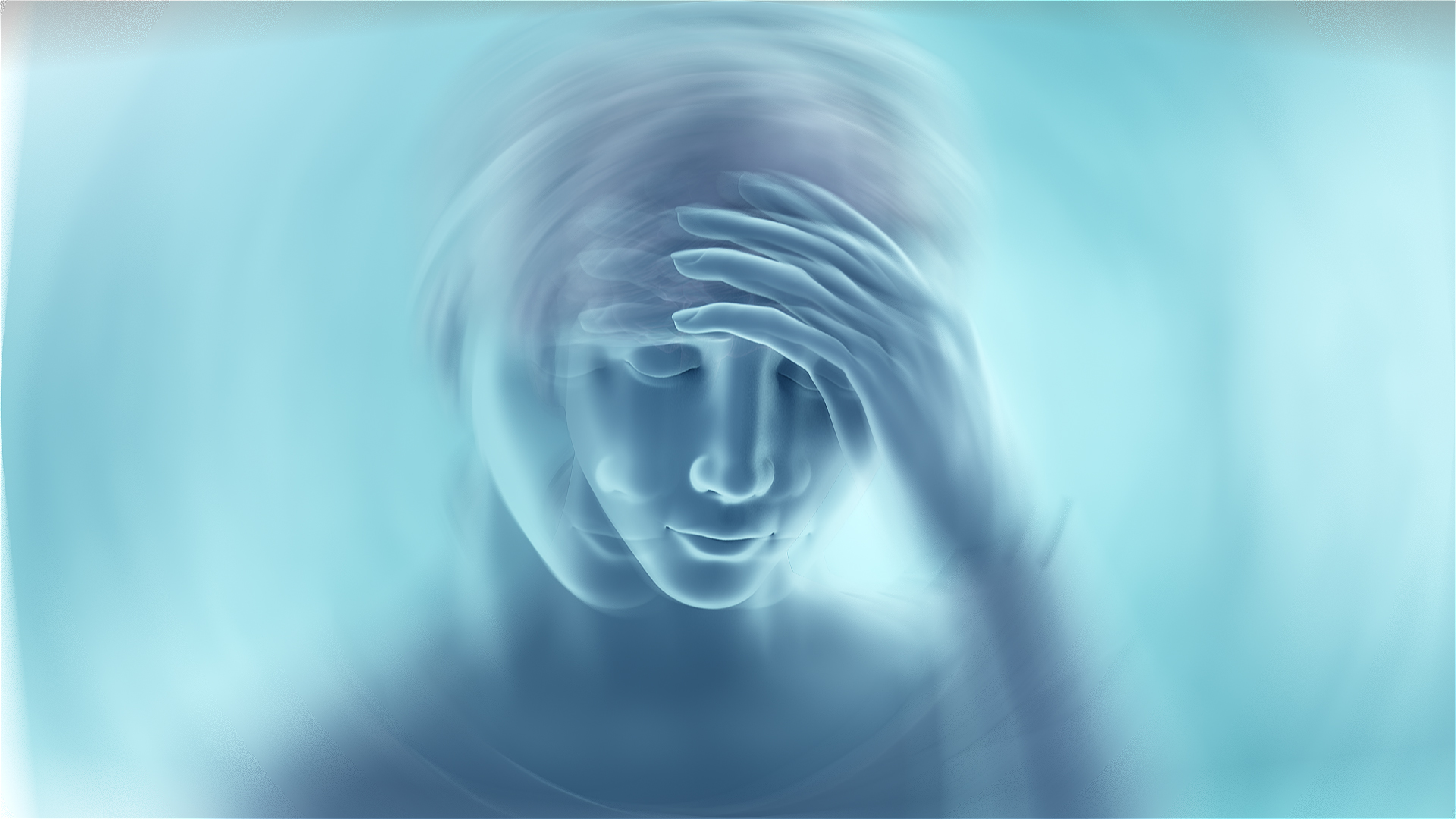
رسم يوضح الإحساس بالدوار

الدوار هو إحساس بالدوران عندما يكون الشخص ثابتا. عادة ما يرتبط بالغثيان أو القيء، عدم الثبات، السقوط، تغيرات في أفكار الشخص، وصعوبات في المشي. النوبات المتكررة لدى المصابين بالدوار شائعة وغالبا ما تضعف جودة الحياة. قد يحدث أيضا عدم وضوح الرؤية، صعوبة في التحدث، انخفاض مستوى الوعي، وفقدان السمع. يمكن أن تظهر علامات وأعراض الدوار كبداية مستمرة (خبيثة) أو بداية عرضية (مفاجئة).
يتميز الدوار المستمر بأعراض تستمر لأكثر من يوم واحد وينجم عن التغيرات التنكسية التي تؤثر على التوازن مع تقدم الناس في العمر. بطبيعة الحال، يتباطأ التوصيل العصبي مع تقدم العمر وانخفاض الإحساس الاهتزازي أمر شائع.
يشار إلى خصائص الدوار العرضي من خلال الأعراض التي تستمر لفترة زمنية أصغر وأكثر تميزا، وعادة ما تستمر لمدة ثوان إلى دقائق فقط.

## الأسباب
، يمكننا القول بأن الدوار على الأرجح دلالةٌ على نقص مؤقت للدم أو للأكسجين في الدماغ وذلك لهبوط ضغط الدم أو جفاف بسبب التقيؤ والإسهال أو الحمى أو بسبب العزف على آلات النفخ الموسيقية. ومن مسببات الدوار أيضا انخفاض السكر في الدم وفرط التنفس ونوبات الهلع وفقر الدم. وقد يكون الدوار أحد الأعراض لأمراض عدة بعضها قد يكون خطيراً كأمراض القلب ومنها «عدم انتظام دقات القلب أو النوبة القلبية» وكذلك السكتة الدماغية ،النزيف والصدمة. ففي حالة الإصابة بأحد هذه الأمراض الخطيرة فإن المريض سيشعر غالباً بأعراض أخرى مثل آلام الصدر وتسارع دقات القلب وفقدان القدرة علي الكلام وتشوش الرؤية .
فأغلبية الذين يشعرون بالدوار وخاصة كبار السن بسبب التغيير المفاجئ لوضعيتي الإستلقاء والجلوس.وغالبا ما يصاحب الدوار أنفلونزا وانخفاض السكر في الدم ونزلات برد والحساسية .وكذلك استعمال مضادات الهيستامين كالـ اكسيازال (ليفوسيتريزين) وبعض المضادات الحيوية واس اس اراي قد تكون إحدى أسباب الدوار. أمراض نفسية كالعصاب غالباً ما تسبب حالات من الدوار أو حتى الشعوربقرب فقدان الوعي وخاصة أثناء أزمات الهلع.

## المغبات
يمكنُ التحدّث مع مُقدِّم الرعايَة الصحيَّة في حال الإصابة بدوخة دون معرفة السبب. قد تتسبّب الدوخة بالوقوع أو أذيّة النفس. ويمكنُ للإصابة بدوخَة عند قيادة السيارة أن يسبب حادث سير. قد يكون وجود حالة طبيّة هو سبب الدوخة. وقد تسبّب إن تُركِت دون علاج مشاكل طويلة الأمَد. يكون هُناك حاجة لطلب رعاية طبيّة بشكلٍ سريع في حال الإصابة بدوخة شَديدة و:
- تغيُّرات في الرؤية.
- ألم صَدري.
- عدم قُدرة على الكلام أو السمع.
- فقد الوعي. قيء لا يتوقّف.
- أعراض السكتة الدماغية.[18]

## العلاج
يعتمد علاج الدوار على مسببات هذا المرض فقد يكون العلاج بشرب كمية كبيرة من الماء أو السوائل إلا إذا كان سبب الدوار التسمم المائي ففي هذه الحالة يكون شرب الماء خطراً . إذا كان المريض غير قادر على الاحتفاظ بالسوائل بسبب التقيؤ المستمر والغثيان فإنه سيحتاج إلى أخذ السوائل عن طريق الوريد. ويجب على المريض أن يتناول مأكولات سكرية والاستلقاء والإكثار من الجلوس والتقليل من رفع الرأس بمحاذاة الجسد ووضع الرآس بين الركبتين.كذلك تجنب التغيير المفاجيء في وضعتي الاستلقاء والجلوس وتجنب الإضاءة الساطعة. فالإنسان يفقد الكثير من المعادن الرئيسية عند التعرق، وعندما يكون الطقس حارا على غير المعتاد فإن التعرق يكون سبب في فقدان الكثير من المعادن فيترتب على ذلك الإحساس بالدوار ويمكن التعويض في فترة قصيرة عما خسره الجسم عن طريق شراء كبسولات تحتوي علي المعادن من أي صيدلية.